# Буржуазная демократия
Буржуазная демократия — в «левом», особенно марксистском обществоведении обозначение формы политического строя, основанного на декларировании принципов народовластия, свободы и равенства граждан при реальном господстве буржуазии.
По В. И. Ленину — форма классового господства буржуазии — диктатура буржуазии, провозглашающая права личности и демократические свободы только лишь на словах, на деле же характеризующаяся противоречием между формальным политическим равенством и фактическим социально-экономическим неравенством граждан, эксплуатацией и угнетением народа. В более публицистичном стиле Ленин давал буржуазной демократии такие характеристики: «узкая, урезанная, фальшивая, лицемерная, рай для богатых, ловушка и обман для эксплуатируемых, для бедных».
Буржуазная демократия противопоставляется «социалистической демократии», «пролетарской демократии», «народной демократии», основанной на диктатуре пролетариата или общенародном государстве. Тем не менее, буржуазная демократия признаётся марксистами наиболее развитым историческим типом демократии эксплуататорского общества.
В языке, ныне господствующем в обществознании, близкое или то же понятие обозначается термином «либеральная демократия».